# Meritites (Gottesdienerin)
Meritites war eine Prinzessin der altägyptischen 4. Dynastie. Sie war möglicherweise eine Tochter von König Cheops und lebte wahrscheinlich bis in die Regierungszeit von König Chephren.

## Herkunft und Familie
Die genaue Herkunft von Meritites ist unklar. Eine Verwandtschaft mit dem Königshaus der 4. Dynastie wird durch ihre Titel und die Position ihres Grabes suggeriert. Dieses befindet sich auf dem Ostfriedhof von Gizeh, wo vorwiegend nahe Verwandte von Cheops beigesetzt sind. Da sie als Priesterin in Cheops’ Totenkult angestellt war, könnte sie seine Tochter gewesen sein. Ihre Mutter ist unbekannt; George Andrew Reisner vermutete Meritites I., diese These basiert aber einzig auf der Namensgleichheit der beiden Frauen.
Meritites war verheiratet mit Achethotep, der ebenfalls als Totenpriester des Cheops tätig war. Über seine Herkunft ist nichts bekannt.

## Titel
Meritites trug die Titel einer Gottesdienerin der Neith, einer Gottesdienerin der Hathor, einer Gottesdienerin des Cheops und einer leiblichen Königstochter.

## Grabstätte
Meritites wurde gemeinsam mit ihrem Ehemann in der Mastaba G 7650 auf dem Ostfriedhof der Nekropole von Gizeh beigesetzt. Im Opferraum des Grabes wurde eine Scheintür für Meritites gefunden. Außerdem wurde sie hier auf mehreren Wandreliefs abgebildet.